# Lebanon (Missouri)
Lebanon – miasto w Stanach Zjednoczonych, w stanie Missouri, siedziba administracyjna hrabstwa Laclede.